# Райкоке (вулкан)
Вижте пояснителната страница за други значения на Райкоке.
Райкоке (Райкоку, Раукоке, Рахохко, Райкокето, Ралкокешима) е действащ стратовулкан на Курилските острови. Има ясно изразен, централно разположен кратер и се намира на едноименния остров от групата на Централните Курилски острови. Административно попада в Сахалинска област на Русия.

## Описание
Ниският вулкан представлява силно отсечен конус с елипсовидно очертание. Образува безплодния едноименен остров Райкоке, разположен на 16 км североизточно от остров Матуа и отделен от него чрез протока на Головин. Височината му е само 551 метра. Размерите на вулкана при нивото на водата са 2,5 х 2 км. Изграден е от базалти, но се срещат авгит и лабрадор и по-рядко – оливин и хиперстен.
Вулканът се издига над подводна тераса, разположена на 130 м под водната повърхност. В западната половина на острова тази тераса липсва. Възможно е съвременният конус да е разположен в края на по-древна подводна структура и да израства директно от дъното на Охотско море. В такъв случай общата височина на Райкоке се получава около 2500 м.
Стъпаловидният кратер с изключително стръмни стени е най-висок в югоизточната си част. В профила му може да се проследи структурата, характерна за стратовулканите. Диаметърът му е 700 м, а дълбочината – 200 м. Склоновете са покрити с дебел слой от вулканична пепел, шлака и застинала лава. По източния скат ясно се виждат наслагвания от теклите по него лавови потоци, а по южния – следите от пирокластични потоци.

## Изригвания
След всяко изригване, кратерът на вулкана, очертанията и размерите на острова силно се променят. За това свидетелстват съобщения от различни исторически личности, които в различни години са били на острова. Преди около 100 години например, дълбочината на кратера е била само 30 метра.
Освен това всяко изригване на вулкана унищожава напълно флората и фауната по склоновете му. Последното практически унищожава всякаква растителност на острова, която не може да бъде възстановена в продължение на десетки години.
В някои доклади като дати за изригване на Райкоке са споменати още 1777 и 1780 година. По-късно е установено, че такива изригвания не са ставали въобще.
Известни са три документирани изригвания през холоцена.
- 1765 ± 5 г. – изригване с вулканичен експлозивен индекс 2.[1]
- 1778 г. – катастрофално изригване с ВЕИ=4. Смята се, че по време на ерупцията горната 1/3 от вулкана е унищожена.[1] Вулканичните бомби убиват 15 души, начело със сотника Чьорни, които се връщат от остров Матуа.[5] Това изригване става причина за първото вулканологично изследване на Курилските острови, проведено 2 години по-късно.[1] На острова е изпратен сотника Секерин, който преди това е посещавал Райкоке заедно с Чьорни. В доклада си той прави детайлно описание и сравнение между вида на вулкана преди и след изригването. Представя и рисунки, които не са се съхранили. По-късно стените на кратера се разпадат и, според описанието на капитан Сноу, дълбочината му намалява, като достига между 30 и 60 м.[5]
- 15 февруари 1924 г. – отново катастрофално изригване с ВЕИ=4.[1] Мощната ерупция задълбава кратера до 200 м и променя очертанията на острова.[7]

Днес вулканът е спокоен и кратерът му служи за убежище на морски птици.